# Campeonato Paraguayo de Fútbol 1913
El Campeonato Paraguayo de Fútbol de 1913 fue la séptima edición del principal torneo de fútbol de Paraguay.
Para el campeonato de primera división de Paraguay se puso en juego la "Copa El Diario", trofeo que entregó el diario del mismo nombre. Cuatro equipos participaron en el torneo que se jugó en un sistema de dos rondas todos contra todos, siendo el equipo con más puntos al final de las dos rondas el campeón. 
El torneo fue disputado por 5 equipos, debido a la aparición de la Liga Centenario.
El campeón del torneo fue el Club Cerro Porteño, quienes fueron debutantes en la competencia y obtuvieron su primer campeonato en la competencia.
Durante está temporada y hasta 1917 la liga convivió con la Liga Centenario un torneo formado por clubes disidentes y no inscritos en el Campeonato Paraguayo.

## Desarrollo
|  | Campeón. |

| Equipo              | Puntos |
| ------------------- | ------ |
| Club Cerro Porteño  | 13     |
| Club Sol de América | 10     |
| Club Nacional       | 7      |
| Club Olimpia        | 5      |
| Club Guarani        | 4      |

| Bandera de Paraguay        |
| Campeón Club Cerro Porteño |
| Primer título              |